# Ni Tauri
Ni Tauri o Nu Tauri (ν Tau / 38 Tauri / HD 25490 / HR 1251) es una estrella en la constelación de Tauro de magnitud aparente +3,90. Ocasionalmente es conocida como Furibundus, en latín «furioso» o «furibundo», título procedente de Taurus Furibundus, «el toro furioso».
Ni Tauri es una estrella blanca de la secuencia principal de tipo espectral A0.5V semejante a Sirio (α Canis Majoris) o a Vega (α Lyrae). Distante 129 años luz del sistema solar, está quince veces más alejada que Sirio y unas cinco veces más alejada que Vega. Con una temperatura de 9077 K, es 38 veces más luminosa que el Sol.
A partir de su diámetro angular estimado —0,614 segundos de arco— se puede evaluar su radio, resultando ser este 2,6 veces más grande que el radio solar. Su velocidad de rotación proyectada es de 83 km/s, siendo este un límite inferior, ya que la velocidad real depende de la inclinación de su eje de rotación respecto a nosotros.
Tiene una edad aproximada de 250 millones de años.
Ni Tauri tiene una metalicidad —abundancia relativa de elementos más pesados que el helio— considerablemente menor que la solar, aproximadamente el 58% de la misma.
Elementos como calcio y bario son deficitarios en relación con el Sol, pero en el caso del bario, su contenido relativo es 2,7 veces más elevado que en nuestra estrella.